# Pavla Holcová
Pavla Holcová (* 11. ledna 1981 Brno) je česká investigativní novinářka, zakladatelka a ředitelka Českého centra pro investigativní žurnalistiku a regionální editorka pro Organized Crime and Corruption Reporting Project (OCCRP).

## Profesní život
Pavla Holcová vystudovala žurnalistiku na FSV UK v Praze a iberoamerikanistiku na FF UK v Praze. Poté nastoupila do neziskové organizace Člověk v tísni – oddělení lidských práv, kde měla na starosti podporu opozičních novinářů na Kubě. Na jedné z jejích pracovních cest, kde školila nezávislé novináře a navštěvovala rodiny politických vězňů, se rozhodla pro založení Českého centra pro investigativní žurnalistiku.
Mimo jiné Pavla Holcová spolupracovala se zavražděným slovenským novinářem Jánem Kuciakem na textu o propojení slovenského premiéra Roberta Fica a italské mafie 'Ndrangheta. Po vraždě jejího kolegy byla jí a její rodině českou policií poskytnuta ochrana.
Ke čtvrtému výročí vraždy Jána Kuciaka napsala spolu s Evou Kubániovou knihu Neděkuj, pamatuj.
V květnu téhož roku (2022) měl na mezinárodním festivalu dokumentárních filmů Hot Docs v Torontu premiéru film The Killing of a Journalist, ve kterém je Holcová jednou z protagonistek. Zabývá se výše zmíněnou vraždou a jejím dopadem na slovenskou společnost.

## Významné projekty
- Panama Papers (2016), projekt, na kterém se Pavla Holcová podílela jako členka týmu z International Consurtium of investigative Journalists. Jedná se o únik 11,5 milionu tajných dokumentů z panamské společnosti Mossack Fonseca, která se specializovala na korporátní klientelu. V dokumentech jsou detailní informace o více než 214 000 offshorových firmách a jejich vlastnické struktuře.
- Blízkovýchodní bomba kšeft (2016), projekt pojednává o Češích a Slovácích, kteří dodávali zbraně do válek v Sýrii i Jemenu v hodnotách miliard korun.
- Azerbaijan Laundromats (2017), projekt na základě uniklých dokumentů z banky zmapoval kauzu ázerbájdžánské elity, která korumpovala evropské politiky.
- Russian Laundromats (2017); kauza odhalila schéma praní peněz vlivných Rusů v Evropě.[6]
- Kočnerova knižnica (2020) projekt vyšel pod vedením Pavly Holcové. V jeho rámci OCCRP zpřístupnilo 57 TB dat novinářům z vybraných slovenských médií. Spolupráce investigativních novinářů z jedenácti redakcí přinesla veřejnosti odhalení, která ukázala prohnilé zákulisí slovenské politiky a byznysu. Ve více než 20 samostatných kauzách vynesli slovenští novináři na světlo různé špinavé věci a intriky. Například tajně nainstalovanou kameru v kanceláři generálního prokurátora, nelegální lustrování novinářů i civilních občanů, ale i zneužívání mladistvých v resocializačním zařízení.[7][8]
- Podílela se na Pandora Papers (2021). Jde o 11,9 milionů uniklých dokumentů, které v říjnu 2021 publikovalo Mezinárodní konsorcium investigativních novinářů (ICIJ). Data obsažená v dokumentech odhalila informace o skrytých přesunech kapitálu u více než 400 vysoce postavených členů vlády včetně současných a minulých prezidentů a premiérů, 130 miliardářů z žebříčku Forbes, celebrit, business leaderů, členů královských rodin, vůdců náboženských skupin, ale i drogových dealerů. Jedná se o dosud nejobsáhlejší odhalení skrytých finančních praktik, které ICIJ zveřejnilo, svým rozsahem předčilo i již zmíněné Panama Papers.
- Pegasus project (2021). Na projektu spolupracovali také novináři z The Guardian,[9] The Washington Post[10] a další. Dokazuje, jak vlády některých zemí zneužívaly software Pegasus ke špehování aktivistů, novinářů, opozičních politiků a mnohých dalších.
- Projekt Group America popisuje fungování balkánského drogového kartelu, který dodával kokain do Evropy.
- Film Kuciak vražda novináře (2023)[11]

## Ocenění
- ve spolupráci s Khadijou Ismailovou Shining Light Award (2013)[3]
- European Union investigative journalism prize[12] za nejlepší investigativní článek z Makedonie (2014)[13]
- nominace na českou Novinářskou cenu (2016)[14]
- New Europe 100 changemakers (2016)[15]
- jako součást týmu za International Consortium of Investigative Journalists Pulitzerova cena (2017) díky článku Panama Papers[16]
- Nagradu za istraživačko novinarstvo (2017)[17]
- vybrána do iniciativy European Young Leaders (2018)[18]
- ocenění společensky přínosného a odvážného občanského činu Biela vrana (2018)[19]
- PRIX IRENE za odvahu a touhu po pravdivosti (2019)[20]
- nominace na True story award (2019)[21]
- Avast foundation awards (2019)[22]
- slovenská Novinárska cena v kategorii cena za inovativní online žurnalistiku a cena ATDM (2020)[23]
- WJP Anthony Lewis Prize Award (2020)[24]
- ICFJ Knight International Journalism Award (v roce 2021)[25]